# Osarizawaite
L'osarizawaite è un minerale appartenente al gruppo dell'alunite descritto nel 1961 in base ad un ritrovamento avvenuto nella miniera di rame di Osarizawa, prefettura di Akita, Giappone. Il nome è stato attribuito in relazione alla località di ritrovamento.
È l'analogo della beaverite-(Cu) contenente alluminio al posto del ferro.

## Morfologia
L'osarizawaite è stata scoperta sotto forma di croste polverose o terrose nelle cavità e fratture dei minerali ospitanti, i cristalli non si distinguono neanche con la lente d'ingrandimento. Sono stati trovati alcuni granuli distinti di forma esagonale terminati da facce piramidali alle estremità.

## Origine e giacitura
L'osarizawaite è stata trovata nella zona di ossidazione di un giacimento di rame associata soprattutto ad anglesite e limonite oltre ai seguenti minerali secondari: 
linarite, azzurrite, brochantite, malachite, calcocite, covellite, zolfo nativo, calcedonio, caolinite ed altri ossidi di manganese idrati.

## Caratteristiche fisico-chimiche
L'osarizawaite non è radioattiva, è insolubile in acqua ed acido nitrico, si scioglie completamente in acido cloridrico e solforico concentrati bollenti.